# Eupelmus urozonus
Eupelmus urozonus és una espècie d'himenòpter apòcrit de la família Eupelmidae. És un parasitoide ectoparàsit generalista que ataca a més d'un centenar d'insectes dels següents ordres: coleòpters (escarbats), dípters (mosques i mosquits), himenòpters (abelles i vespes), hemípters i lepidòpters (papallones). Es troba a la majoria de països de les zones temperades del planeta. A la conca mediterrània, es considera un enemic natural rellevant per fer front a la mosca de l'oliva, que ataca en els estadis de larva i pupa. Darrerament, però, s'ha observat que pot actuar com a hiperparasitoide d'altres enemics naturals d'aquesta plaga de les oliveres, fet negatiu per al control d'aquesta plaga. Està molt associat a la presència d'olivarda.

## Descripció i cicle vital
La identificació d'aquesta espècie és molt dificultosa, de fet es considera que Eupelmus urozonus és un complex d'espècies. És un insecte multivoltí (diverses generacions anuals). En ser ectoparàsita, els ous són dipositats per la femella adulta principalment sobre les larves de tercer estadi de l'hoste, si bé menys habitualment també pot ovipositar a la càmara pupal (però no dins la pupa). Dels ous en surt la larva, que té 5 estadis larvaris. Posteriorment, a l'estadi de pupa, es comencen a endevinar els trets morfològics de l'adult. L'adult té una mida mitjana de 2,8 mm, és de color coure-verdós i de forma allargada.
En el context de l'olivar, entre els seus hostes més destacats hi ha la mosca de l'olivera, Dasyneura gleditchiae i Myopites stylata (un dípter que habita l'olivarda), si bé també parasita altres paràsits de la mosca de l'olivera, com Pnigalio mediterraneus, Eurytoma martellii i Psyttalia concolor.